# Duurzaam Hoger Onderwijs
Duurzaam Hoger Onderwijs was een organisatie voor duurzame ontwikkeling in het Nederlandse hoger onderwijs. Tussen 1998 en 2011 streefde DHO ernaar dat 'alle afgestudeerden in het hoger onderwijs competenties bezitten om bij te dragen aan een duurzame ontwikkeling'.

## Geschiedenis
In 1998 ontstond DHO vanuit het Landelijk Hogeschool en Universitair Milieuplatform (LHUMP). Deze studentenorganisatie concentreerde zich op het verbinden van studenten en lokale milieugroepen en had DHO opgericht als zelfstandige stichting die zich specifiek moest richten op de onderwijsinstellingen zelf. Naast studenten werd het vooral een netwerk voor docenten en managers. Een belangrijk uitgangspunt was hierbij het Copernicus-handvest, dat in 1993 door 250 Europese universiteiten was ondertekend en waarin zij beloofden om een leidende rol te spelen voor duurzame ontwikkeling door kennis op dit gebied te ontwikkelen en te verspreiden.
DHO en de aangesloten mensen ontwikkelden in de loop van de jaren verschillende projecten en hulpmiddelen om duurzaamheid op te nemen in het onderwijs (dus als onderdeel van het curriculum). Daarnaast adviseerde men over duurzaam inkopen en er kwam een meetschaal voor certificering, AISHE, waarmee instellingen het 'Keurmerk DHO' kunnen behalen. Het Keurmerk werd in 2006 door de Nederlands-Vlaamse Accreditatieorganisatie (NVAO) formeel erkend als de assessmentmethode om aan hogescholen en universiteiten het 'bijzonder kenmerk' Duurzame Ontwikkeling toe te kennen, en in sindsdien honderden malen toegepast in het hoger onderwijs in Nederland, Vlaanderen en elders.
In 2011 werd DHO opgeheven. De advies- en certificeringsdiensten werden overgenomen door het adviesbureau Hobéon, terwijl de netwerkactiviteiten overgingen naar een nieuwe organisatie, de 'Duurzaam Onderwijs Coalitie' (DOC).